# Pedro Melo de Portugal y Villena

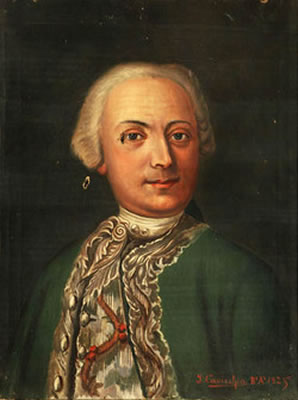
Pedro Melo de Portugal

Pedro Melo de Portugal y Villena (* 29. April 1733 in Badajoz, Region Extremadura, Spanien; † 15. April 1797 in Buenos Aires, heute Argentinien) war ein spanischer Offizier und Kolonialverwalter, der als Vizekönig von Río de la Plata amtierte.
Pedro de Melo schlug eine militärische Laufbahn ein und diente in der spanischen Infanterie. 1770 ging er nach Südamerika und amtierte als Gouverneur in Paraguay. 1795 löste er Nicolás Antonio de Arredondo als Vizekönig von Río de la Plata ab.
Er führte die infrastrukturellen Verbesserungen fort, die sein Vorgänger in Buenos Aires initiiert hatte. Wie sein Vorgänger war er besorgt, dass die französischen Einwohner der Kolonie revolutionären Ideen nachgehen könnten. Nach dem Frieden von Basel 1795 sah er die Gefahr eher in potenziellen britischen Angriffen. Er befestigte die Verteidigungsanlagen von Montevideo und trat vergebens gegen den Sklavenhandel ein.
Melo starb 1797 im Amt und wurde vorübergehend von Vertretern der Real Audiencia im Amt abgelöst, bis im Mai 1797 das Amt an Antonio de Olaguer y Feliú überging.